# Волинка (Корюківський район)
Воли́нка — село в Україні, у Сосницькій селищній громаді Корюківського району Чернігівської області. Населення становить біля 400 осіб. Орган місцевого самоврядування — Волинківська сільська рада.

## Географія
Село розташовано в на схід від міста Чернігів, найближчі села — Лави, Вільшане, Киріївка, Матвіївка, Полісся, Чорнотичі. Селом протікає річка Волинка, права притока ріки Убіді.

## Історія

### Стародавні часи
На території села розташовується поселення юхнівської культури і давньоруське поселення в урочищі Кручі, що в 12,8 кілометрах на північний схід. Нерідкі випадки знаходження селянами старовинної зброї, бронзових предметів, в урочищі Кручі — залишки битого посуду, монети, людські кістки, залишки печей.

### Ранній новий час
Вперше село згадується в документах розмежування Великого князівства Литовського з князівством Московським (рос. «Реестр границ Черниговских») з показанням числа будинків у прикордонних селищах у 1523 році. У письмових джерелах село згадується у 1527 році як селище Волинче, яке налічувало 30 домів.
За переказами, село було заселене вільними людьми з Волині. Зважаючи на топоніми типу Груд, Руда, скоріше переселенці були з близької бобровицької Волині.
Маєтність («добра») Волинка з хутором і селом Чорнотичі за королівським привілеєм була надана в 1620 році Осипу Красовському. У 1643 році через обдирання селян та власників створеною Олександром Пісочинським мережею євреїв — торгових агентів, які за безцінь скуповували волів для продажу на ринку у Любліні, син володільця Волиничів Ян Красовський та його товариш Ян Госліцький відібрали у перекупника Якуба Юзефовича гроші і веліли волинським селянам втопити його. А 1644 року люди Пісочинського видрали борті у маєтності Красовського, у Волинці, а в кількох селян видерли по 10 роїв бортні дерева.
У 1645 році у чернігівському земському суді розглядалася справа між позивачем Юрієм Красовським та відповідачем Олександром Пісочинським щодо збройного наїзду останнього на маєтність Красовського у Волиничі. Зазначалося, що Волиничі належать до Чернігівського повіту.
Присягу 1654 року московитському царю у Михайлівській церкві прийняли 211 козаків і 178 міщан. За списком дворів посполитих, у 1666 років було 81 двір платників податку і церква, а також велика козацька громада.
У 1654 році Волинка — сотенний центр Волинської сотні Чернігівського полку. Глухівські статті 1669 року підписав сотник Василь Олещенко, а Конотопські статті — сотник Василь Коляда. Нова церква Святого Михаїла побудована у 1700 році за сотника Романа Журби. Сотником у 1724 році обраний Петро Демиденко, а отаманом — Омелян Гирик.

### У складі Російської імперії
У 1782 році Російська імперія анексувала Гетьманщину та ліквідувала Волинську сотню, запровадивши волосне правління, а сама Волинка стала центром однойменної волості.
У 1876 в селі збудована Свято-Михайлівська церква, в 1881 — церква Святого Миколая, єпископи Міри.
Станом на 1866 рік село налічувало 530 дворів і 3020 мешканців, переважно козачого стану. У 1897 році — 518 дворів, 2769 мешканців. За переписом 1897 року — 518 дворів, 2769 жителів, 2 церкви, існувала земська школа, бібліотека, ярмарок. До волості належало 43 поселення. Двоповерхова школа, збудована у 1903 році, збереглася до сьогодні.

### Українські визвольні змагання
З 1917 року село Волинка перебувало у складі Української Народної Республіки. З 1921 року у містечку закріпилася влада російських комуністів, що займалася грабунком селян і провокуванням конфліктів між жителями на майновому ґрунті. Під таку нагоду утворилася ціла банда, яка палила збіжжя у заможних козаків, провокуючи їхні арешти. Про волинські події є спогад відомого православного діяча Василя Потієнка, у майбутньому голови Всеукраїнської Церковної Ради. Він потрапив до волосної тюрми у Сосниці, де тоді утримували майже все Волинське волосне правління — до 40 осіб. Незабаром їх випустили, а винуватців підпалів знайшли у самому селі Волинка.
У 1932—1933 роках село пережило Голодомор, влаштований комуністичною владою. Церкви села були закриті.

### Незалежна Україна
12 червня 2020 року, відповідно до розпорядження Кабінету Міністрів України № 730-р «Про визначення адміністративних центрів та затвердження територій територіальних громад Чернігівської області», увійшло до складу Сосницької селищної громади.
19 липня 2020 року, в результаті адміністративно-територіальної реформи та ліквідації Сосницького району, увійшло до складу Корюківського району Чернігівської області.

## Відомі особистості
В поселенні народилися:
- Кулик Павло Васильович (1844—1928) — кобзар[5];
- Кустенко Олексій Михайлович (1913—1993) — український письменник;
- Примачок Максим Вікторович — український військовослужбовець, учасник російсько-української війни[6].

## Галерея

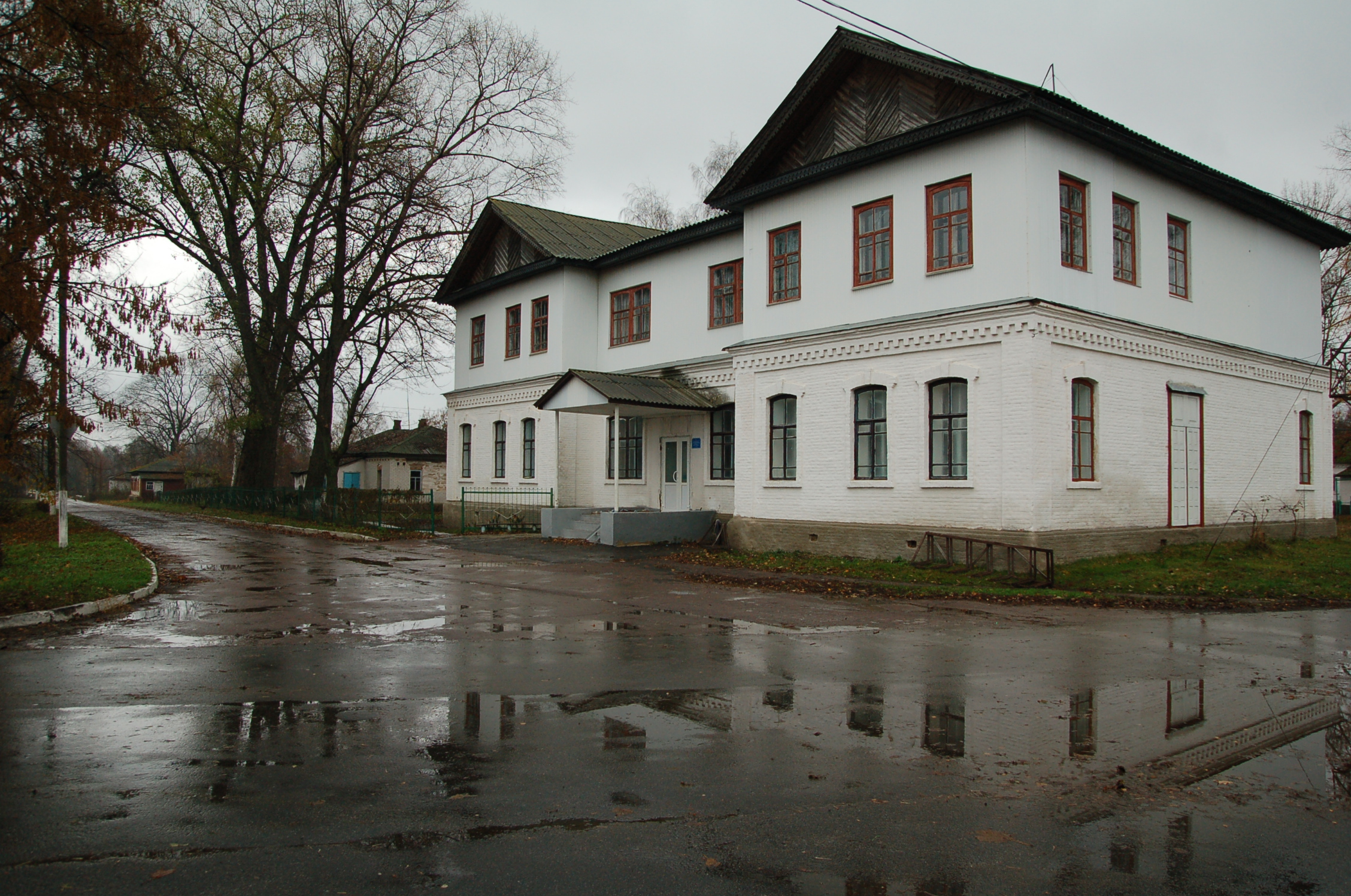
Старовинна земська школа 1903 року
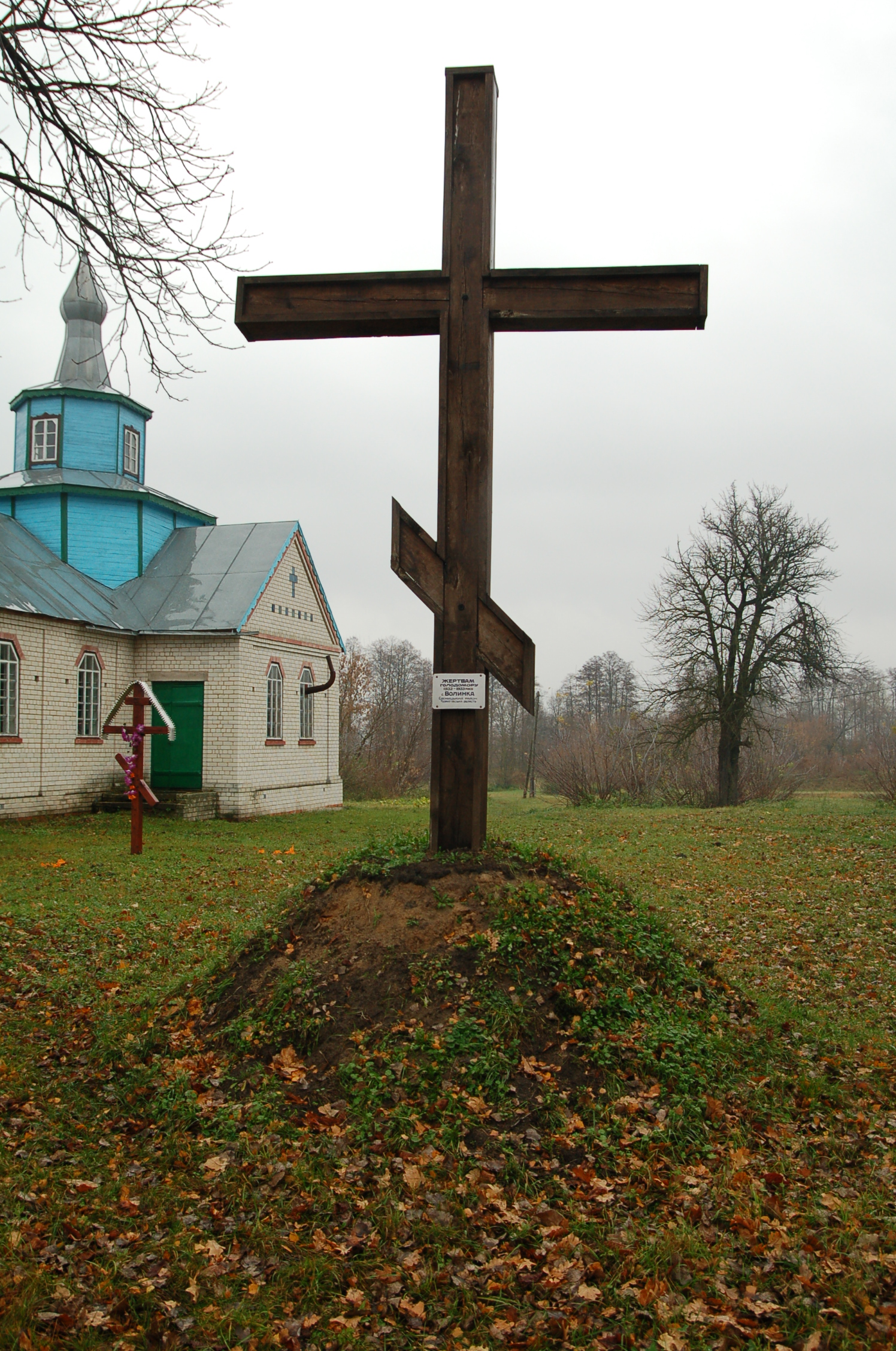
Пам'ятний знак жертвам Голодомору 1932—1933 років